# Épervier (contre-torpilleur, 1931)
Pour les articles homonymes, voir Épervier (navire).
L'Épervier est un grand contre-torpilleur de classe Aigle de la Marine nationale française qui fut gravement endommagé au large d’Oran, le 9 novembre 1942, s’échoua et ne fut jamais remis en service.

## Conception

### Propulsion
Le système de propulsion de l'Épervier se composait de quatre chaudières Penhoët et de deux turbines Parsons. Celles-ci entraînaient les deux arbres d'hélice. Les machines produisaient 64000 ch, ce qui permettait au navire d’atteindre une vitesse de pointe de 36 nœuds (environ 67 km/h).

### Armement
L’artillerie principale de l'Épervier se composait de cinq canons de 138 mm L/40 modèle 1927 en affûts simples. Ces canons pouvaient tirer un obus de 40,4 kilogrammes sur une distance maximale de 19000 m. Comme armement antiaérien, au moment de sa mise en service le contre-torpilleur disposait de quatre canons antiaériens de 37 mm L/60 modèle 1925 en affûts individuels. L'Épervier disposait de six tubes lance-torpilles en deux affûts de trois tubes pour la torpille modèle 23DT Toulon. Comme armement anti-sous-marins, le navire avait, à l’arrière, quatre lanceurs de grenades anti-sous-marines avec un total de 44 grenades.

## Perte
Le 9 novembre 1942, l'Épervier est engagé près d’Oran dans une bataille avec le croiseur léger britannique HMS Aurora (12). L'Épervier, gravement endommagé, doit être échoué sur une plage pour éviter qu'il ne coule. La gravité des dommages impose sa radiation comme une perte totale. L’épave a été vendue en 1949 à la Société Maroc Métaux. Elle a été remorquée d'Oran vers Casablanca en septembre 1949. La coque de l'Epervier a été démantelée à Casablanca au début de 1951.